# Dissonus hoi
Dissonus hoi is een eenoogkreeftjessoort uit de familie van de Dissonidae. De wetenschappelijke naam van de soort is voor het eerst geldig gepubliceerd in 2005 door Tang & Kalman.